# Жужне
Жужне (тъй като н е палатализиран се среща и изписване Жужнье, на македонска литературна норма: Жужње; на албански: Zhuzhnja, Жужна) е село в Северна Македония, в Община Маврово и Ростуше.

## География
Селото е разположено в областта Горна Река на Дълбока река в подножието на Кораб.

## История
В XIX век Жужне е православно албанско село в Реканска каза на Османската империя. В „Етнография на вилаетите Адрианопол, Монастир и Салоника“, издадена в Константинопол в 1878 година и отразяваща статистиката на населението от 1873 година, Жуже (Jujé) е посочено като село с 40 домакинства, като жителите му са 128 албанци православни.
Според статистиката на Васил Кънчов („Македония. Етнография и статистика“) в 1900 година Жужнье е разделено християнско – мюсюлманско албанско село със 150 жители арнаути християни и 160 – мохамедани.
На Етнографската карта на Битолския вилает на Картографския институт в София от 1901 година Журне е чисто албанско, но смесено православно-мюсюлманско село в Реканската каза на Дебърския санджак с 58 къщи.
Според митрополит Поликарп Дебърски и Велешки в 1904 година в Жужне има 18 сръбски къщи. Според секретаря на Българската екзархия Димитър Мишев („La Macédoine et sa Population Chrétienne“) в 1905 година християнското население на Жуне се състои от 108 албанци.
Албанците християни са привлечени от сръбската пропаганда и според статистика на вестник „Дебърски глас“ в 1911 година в Жужне има 53 албански патриаршистки къщи.
Според преброяването от 2002 година селото има 8 жители албанци.
| Националност     | Всичко |
| северномакедонци | 0      |
| албанци          | 8      |
| турци            | 0      |
| роми             | 0      |
| власи            | 0      |
| сърби            | 0      |
| бошняци          | 0      |
| други            | 0      |